# Almádena
 (décembre 2023).
La mise en forme du texte ne suit pas les recommandations de Wikipédia : il faut le « wikifier ».
Les points d'amélioration suivants sont les cas les plus fréquents :
- Les titres sont pré-formatés par le logiciel. Ils ne sont ni en capitales, ni en gras.
- Le texte ne doit pas être écrit en capitales (les noms de famille non plus), ni en gras, ni en italique, ni en « petit »…
- Le gras n'est utilisé que pour surligner le titre de l'article dans l'introduction, une seule fois.
- L'italique est rarement utilisé : mots en langue étrangère, titres d'œuvres, noms de bateaux, etc.
- Les citations ne sont pas en italique mais en corps de texte normal. Elles sont entourées par des guillemets français : « et ».
- Les listes à puces sont à éviter, des paragraphes rédigés étant largement préférés. Les tableaux sont à réserver à la présentation de données structurées (résultats, etc.).
- Les appels de note de bas de page (petits chiffres en exposant, introduits par l'outil «  Source ») sont à placer entre la fin de phrase et le point final[comme ça].
- Les liens internes (vers d'autres articles de Wikipédia) sont à choisir avec parcimonie. Créez des liens vers des articles approfondissant le sujet. Les termes génériques sans rapport avec le sujet sont à éviter, ainsi que les répétitions de liens vers un même terme.
- Les liens externes sont à placer uniquement dans une section « Liens externes », à la fin de l'article. Ces liens sont à choisir avec parcimonie suivant les règles définies. Si un lien sert de source à l'article, son insertion dans le texte est à faire par les notes de bas de page.
- La présentation des références doit suivre les conventions bibliographiques. Il est recommandé d'utiliser les modèles {{Ouvrage}}, {{Chapitre}}, {{Article}}, {{Lien web}} et/ou {{Bibliographie}}. Le mode d'édition visuel peut mettre en forme automatiquement les références.
- Insérer une infobox (cadre d'informations à droite) n'est pas obligatoire pour parachever la mise en page.

Pour une aide détaillée, merci de consulter Aide:Wikification.
Si vous pensez que ces points ont été résolus, vous pouvez retirer ce bandeau et améliorer la mise en forme d'un autre article.
Almádena (prononciation portugaise : [alˈmaðɛnɐ]) est un village situé dans l'ouest de l'Algarve au Portugal. Administrativement, elle fait partie de la paroisse civile (freguesia) de Luz (populairement connue sous le nom de Praia da Luz) et de la municipalité (município) de Lagos.

## Étymologie
Selon certaines autorités, le toponyme « Almádena » aurait une origine arabe, comme de nombreux noms de lieux de la région. On suppose que le nom dérive du mot arabe signifiant minaret (al-madin).

## Géographie

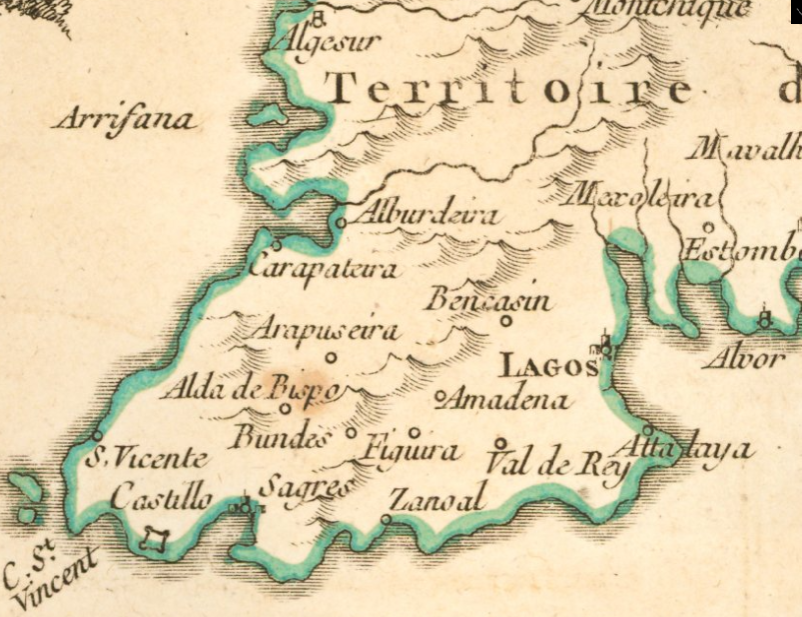
Détail de la carte du Portugal de Vaugondy de 1751 montrant Almadena à l'ouest de Lagos

Le village est situé dans la Vale de Barão. Il se trouve à 3 km au nord du village de pêcheurs de Burgau et à 4 km de Luz elle-même, juste à l'extérieur de la limite du parc naturel du Sud-Ouest Alentejano et Costa Vicentina.
L'emplacement d'Almádena est à la limite de dépôts sédimentaires fertiles, notamment les « ribeiras » d'Almádena, de Burgau et de la Vale de Barão. Des preuves anecdotiques suggèrent que, dans le passé, la terre était très fertile et que les habitants d'Almádena étaient les plus riches de la freguesia de Luz mais c'était peut-être aussi parce qu'ils travaillaient dur.
Les agriculteurs locaux se concentraient sur la culture des figues plutôt que des amandes, des olives ou des caroubiers, qui étaient plus omniprésentes à l'est. Cependant, une culture supplémentaire, le riz, prospérait et était donc cultivée dans les basses terres irrigables au sud-ouest du village.
Alors que le paysage agricole de la région d'Almádena est assez typique de l'Algarve (culture d'oliviers, de figuiers, de caroubiers et de vignes), à quelques kilomètres à l'ouest, sur la colline suivante, son caractère commence à changer. L'écrivain Raul Brandão a décrit de manière poétique et assez précise le changement brusque du paysage à l'ouest d'Almádena vers Budens et Vila de Bispo lors d'un voyage en août 1922 :
« Ensuite, je traverse la route qui mène à Luz et bientôt, en passant par Almádena, le caractère du territoire change. L'Algarve est étrange. Soudain, il cesse d'être heureux et se couvre de broussailles et de pierres. Cela m'inquiète : c'est ici que commence la route à travers les terres sacrées. La colline désolée derrière la plaine devient noire. Même les maisons sont sombres. La terre rejette des pierres corrodées, et à partir de Budens, la désolation redouble. Pas un figuier, pas un amandier. Juste des roches couleur ardoise et du romarin. Et cette uniformité se reflète sur cette route déserte par les collines autour de Vila do Bispo, parsemées de moulins à vent abandonnés. Une végétation grise et collante, dont les feuilles brillent comme du verre – la feuille de romarin, qui de cette sécheresse extrait l'humidité des larmes. Encore quelques pas et, le soir venu, cette sensation devient oppressante. Pas à cause de ce que c'est. Mais parce que ça ne ressemble à rien. C'est maintenant une grisaille vide. »
Certaines sources affirment que Almádena se trouvait à l'origine sur la mer, à Boca do Rio, et que les villageois se sont tournés vers le site actuel, à l'intérieur des terres, par peur après le tremblement de terre de 1755 et le raz-de-marée associé. Cependant, des preuves cartographiques datant d'avant 1755 suggèrent que l'emplacement du village avant cet événement était inchangé par rapport à son emplacement actuel.

## Bâtiments

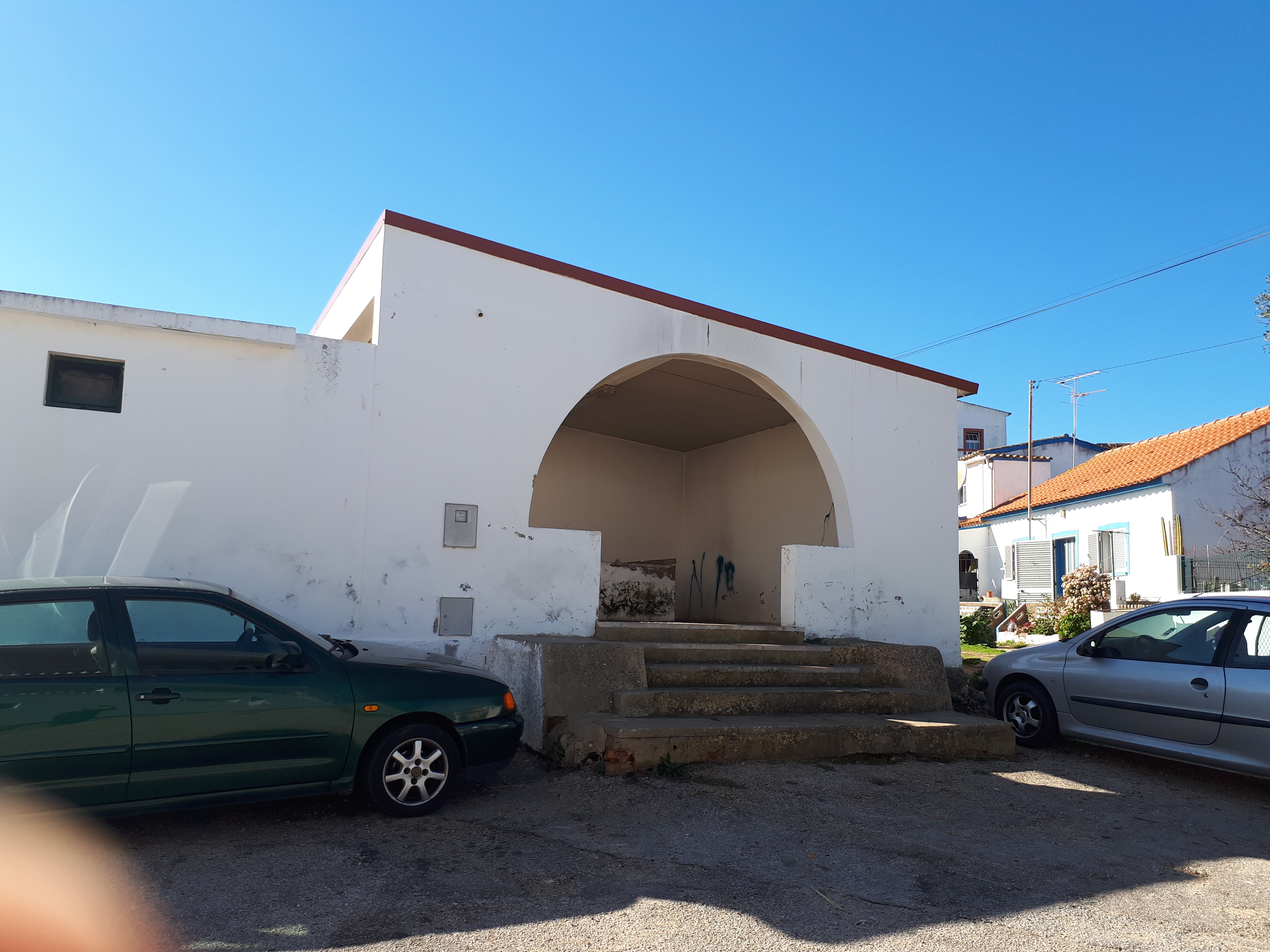
Le lavoir public d'Almádena

Almádena ressemble à de nombreux villages ruraux de l'Algarve. Son parc immobilier est principalement constitué de petites maisons blanches aux cheminées traditionnelles, un style architectural domestique influencé par l'occupation maure de la région jusqu'au XIIIe siècle. Il y a un petit marché de produits agricoles et un centre communautaire au cœur du village ainsi que plusieurs bars et restaurants. La place principale du village (Largo do Poço), de manière inhabituelle, a pour pièce maîtresse un puits de ferme traditionnel.
Les bâtiments d'intérêt à proximité incluent Quinta das Alagoas : une ferme fortifiée du XIVe siècle, connue localement sous le nom de « ferme romaine », aujourd'hui transformée en hébergement de vacances. Certaines maçonneries trouvées sur le site suggèrent que ses origines pourraient en fait remonter à l'époque romaine.